# Patti Hansen
Patricia "Patti" Hansen (Staten Island, 17 de marzo de 1956) es una modelo y actriz estadounidense.

## Carrera
Patti 
Hansen, de ascendencia noruega, nació y creció en Staten Island. Fue descubierta por el fotógrafo Peter Gert a la edad de 14 años. Después de que Gert llevó a Hansen a una fiesta organizada por Wilhelmina Cooper, la exmodelo la contrató mediante su agencia. Hansen pronto se mudó a Manhattan y empezó a desarrollar su carrera como modelo.
Durante su carrera apareció en las portadas y en las páginas de publicaciones como Seventeen, Vogue, Cosmopolitan, Glamour y Harper's Bazaar. También realizó campañas para Calvin Klein (por la que apareció en una cartelera en Times Square), Revlon y André Courrèges. En el apogeo de su fama, Hansen apareció en la portada de diciembre de 1978 de Esquire.
A principios de la década de 1980, Hansen dejó de modelar y comenzó a actuar. Apareció en solo tres largometrajes, incluida la comedia romántica de 1981 They All Laughed, dirigida por Peter Bogdanovich. En 1993, Hansen regresó al modelaje cuando el diseñador Calvin Klein usó modelos de la década de 1970 para su colección de 1993. Fue presentada en la portada del Milenio de noviembre de 1999 de la versión estadounidense de Vogue como una de las "Musas modernas". En 2004, Hansen, junto con sus hijas Alexandra y Theodora, aparecieron en los anuncios del perfume Shalimar Light de Guerlain.

### Vida personal
Hansen se casó con Keith Richards, en el cumpleaños de este en el Hotel Finisterra en Cabo San Lucas, México. La pareja tiene dos hijas, Theodora y Alexandra.
Llevan juntos más de 40 años hasta la fecha.

## Premios y distinciones
Festival Internacional de Cine de Venecia
| Año  | Categoría                     | Película     | Resultado |
| ---- | ----------------------------- | ------------ | --------- |
| 1981 | Golden Phoenix - Mejor actriz | Todos rieron | Ganadora  |